# Aleksej Emelin
Aleksej Vjačeslavovič Emelin (in russo Алексей Вячеславович Емелин?; Togliatti, 25 aprile 1986) è un hockeista su ghiaccio russo.

## Palmarès

### Mondiali
- 4 medaglie:
  - 1 oro (Finlandia/Svezia 2012)
  - 1 argento (Germania 2010)
  - 2 bronzi (Russia 2007; Russia 2016)